# とび出せ高校生諸君!
『とび出せ高校生諸君！』（とびだせこうこうせいしょくん）とは、Date fmで放送されているラジオ番組の一つ。「とび高」（とびこう）との略称で呼ばれる。

## 概要
エフエム仙台でも長寿番組の部類に入るこの番組は、現役高校生が主となって制作されている。このような番組は全国的に見ても数少ない。
基本的にトークと音楽によって構成され、トークに重きを置いている。
製作に携わる高校生は、宮城県内の全日制高等学校（基本的に仙台都市圏の高校）に在学中の、主に放送部、若しくは放送委員会に所属している生徒であり、製作の割り当ては学校単位で行われる。
また、いわゆる「ひとりしゃべり」は「学校の看板を背負って」放送している為、望ましくないとされる。
なお参加学校数は、学校側の事情（部員不足）等により増減している。
高校生が携わるのは、主に「収録日の決定」「選曲」「音源の確保」「トーク」「ミキシング」であり、細かな事務手続き書類の作成やその他の収録・放送までに必要な作業、収録時の指示・補助等は、局側のスタッフが受け持っている。
そのスタッフは、「Qさん（卒業生は「Ｑちゃん」と呼称することもある）」の愛称で呼ばれている。
既存の曲の音源については、局側のライブラリーから音源を確保することも出来るが、無いと思われる場合は高校生側が持ち込むことになっている。
その場合はCDが推奨されている。
インタビューや合唱コンテスト等の録音の場合はこの限りではない。
トークの内容については「自校に関する出来事」「季節に関する事」が中心となり、場合によっては「時事」を扱う場合もあるが、収録日から放送日までのタイムラグや一高校生の意見でしかないことなどを踏まえ、扱うことはほとんど無い。
基本的にトークの大筋の流れを書いた進行台本を提出することとなっているが、ほぼ完全な台本を作成する学校もあれば、ほとんどフリートークになっている学校もある。
なお放送内容計画については、事前に部活（委員会）の顧問（担当教員）に承認を得る必要がある。
基本的に「放送できない部分を編集でカット」ということは行わず、ミスをした場合はトークの頭から録り直すこととなる。なお、この番組中にはCMは一切入らない。
この番組を経験した高校生のうち、プロのアナウンサーやラジオDJになった者もいる（代表例：塚田順子）。
オープニング・エンディングで使われているイメージソングは宮城県出身の遊佐未森が歌っている。(〜2014年3月)
2014年4月放送分から、放送時間帯が木曜20時台へ変更された。それに伴い、Date FMアナウンサーの後藤心平がメインパーソナリティに就任した。同時に、それまで存在した前半・後半高のリレートークが廃止され、各校独立したプログラムを担当する構成となった。2017年4月、メインパーソナリティが名護ひと美に交代。2020年10月からは、カラーボトルのボーカル・竹森マサユキが担当していた。2024年10月からは、同年4月にDate fmに入社した菅原涼介がパーソナリティを担当している。

## 経歴
1985年10月 - 放送開始
- 放送時間：月曜〜木曜、19:00 - 19:25
- 1回の担当学校数：1校
- テーマ曲：C-C-B『スクール・ガール』 / 『スクール・ボーイ』（女子校・共学校は『スクール・ガール』、男子校は『スクール・ボーイ』を使用）
- スポンサー：ほっかほっか亭・仙台電子専門学校 他

1988年4月 -
- テーマ曲：杉真理『スクールベルを嗚らせ！』
- この時期まで庄子デンキがスポンサー

※放送時間帯がいわゆるゴールデンタイムであったため、エフエム仙台の全番組の中で聴取率首位を獲得したことがある。
1993年4月 - 放送時間変更
- 放送時間：月曜〜金曜、6:00 - 6:25
- 1回の担当学校数：1校
- テーマ曲：遊佐未森『窓を開けた時』

1999年4月 - 放送時間変更、担当学校数変更
- 放送時間：土曜・日曜、6:00 - 7:00
- テーマ曲：遊佐未森『窓を開けた時』
- 1回の担当学校数：2校（前半・後半に分かれて制作、一部合同制作）

2012年4月 - 放送時間変更
- 放送時間：日曜、6:00 - 7:00
- テーマ曲：遊佐未森『窓を開けた時』
- 1回の担当学校数：2校（前半・後半に分かれて制作、一部合同制作）

2013年4月 - 放送時間変更
- 放送時間：土曜、5:00〜6:00
- テーマ曲：遊佐未森『窓を開けた時』
- 1回の担当学校数：2校（前半・後半に分かれて制作、一部合同制作）

2014年4月 - 放送時間変更
- 放送時間：木曜、Part1 20:00〜20:25、Part2 20:30〜20:55
- テーマ曲：オープニング - GAMISM『GOOD DAY』、エンディング - C-C-B『スクール・ボーイ』、『スクール・ガール』
- 1回の担当学校数：2校（前半・後半に分かれて制作）
- メインパーソナリティに後藤心平が就任。2017年4月より名護ひと美[1]。2020年10月より竹森マサユキ[2]。

2021年4月 - 担当学校数変更
- 放送時間：木曜、20:00〜20:55
- 1回の担当学校数：1校
- 2024年10月よりメインパーソナリティに菅原涼介が就任[3]。

### 特別番組
1987年 - ?（2012年時点で放送なし）
- 『ハイスクール・スーパーステーション』
- 内容：とび高参加校から1名ずつ代表者を派遣し、年に1度公開生放送を行う。

### 受賞歴
- 1989年 - 日本民間放送連盟賞 "NAB Awards 1989" - 放送活動部門 ラジオ放送活動 入選